# 构皮滩水电站
构皮滩水电站為中华人民共和国贵州省余庆县境内，是乌江干流梯级滚动开发的第五级。上距乌江渡水电站137千米，下距汇入长江的河口涪陵455千米。主要任务是发电，兼顾航运、防洪及其他综合利用。

## 技术概况
坝址多年平均流量717立方米每秒，坝址多年平均径流量226亿立方米。
构皮滩水电站机组是自行设计、制造的特大型机组，每台机组垂直高度近25层楼高，安装各种机械、电气配件10万件，重4000t。其中1号-5号水轮机由哈尔滨电机厂有限责任公司生产。1号-3号发电机由天津阿尔斯通水电设备有限公司生产，4号、5号发电机由东方电机股份有限公司生产。

## 构皮滩升船机
为克服通航水头高差199米，通航建筑物采用三级垂直升船机方案，由上下游引航道、三级钢丝绳卷扬提升式垂直升船机和两级中间渠道组成，线路总长2306m，工程概算投资29.5亿元。是世界通航水头最高、单级提升高度最大、主提升设备规模最大的通航建筑物。第一级升船机和第三级升船机采用船厢下水式。第一级升船机的下游中间渠道水位高于上游最高通航水位，通航时升船机将逆向运行，最大提升高度为47m。第二级升船机采用全平衡式，最大提升高度127米，是世界上提升高度最大的垂直升船机。第三级升船机最大提升高度为79m。

## 历史
于2003年11月8日正式开工，2004年11月16日大江截流，2009年7月31日首台机组(5#)投产发电，2009年12年29日实现国产大型机组一年五投的壮举。全部工程於2011年完工。